# The Wiz: Original Motion Picture Soundtrack
The Wiz: Original Motion Picture Soundtrack è la colonna sonora del lungometraggio di genere musical The Wiz (in italiano rinominato I'm Magic) pubblicata il 18 settembre 1978 dalla MCA Records su doppio LP. Dopo la morte di Michael Jackson, avvenuta il 25 giugno 2009, l'album è stato ripubblicato per la prima volta in formato doppio CD, il 14 luglio 2009. 

## Descrizione
Prodotta da Quincy Jones e interpretata da artisti vari, tra i quali, fra i principali, figurano i cantanti statunitensi Michael Jackson nella parte dello Spaventapasseri e Diana Ross in quella di Dorothy, la colonna sonora venne realizzata per accompagnare l'omonimo film che fu la prima trasposizione cinematografica del musical di Broadway The Wiz: The Super Soul Musical "Wonderful Wizard of Oz" ispirato al romanzo di L. Frank Baum Il meraviglioso mago di Oz. Tra i pezzi di maggior successo estratti dall'album vi fu il duetto Ease on Down the Road, interpretato da Jackson e dalla Ross, che entrò alla numero 41 della Billboard Hot 100 e alla numero 17 della Hot R&B/Hip-Hop Songs.

## Tracce

### Disco 1
1. Main Title (Overture, Part One) (Instrumental) – 2:36 (Quincy Jones)
2. Overture (Part Two) (Instrumental) – 1:57 (Quincy Jones)
3. Theresa Merritt e coro – The Feeling That We Have – 3:31 (testo: Charlie Smalls – musica: Quincy Jones)
4. Diana Ross – Can I Go on? – 1:55 (Quincy Jones, Nickolas Ashford, Valerie Simpson)
5. Glinda's Theme (Instrumental) – 1:09 (Quincy Jones)
6. Thelma Carpenter e coro – He's the Wizard – 4:08 (testo: Charlie Smalls – musica: Quincy Jones)
7. Diana Ross – Soon As I Get Home/Home – 4:03 (testo: Charlie Smalls – musica: Quincy Jones)
8. Michael Jackson – You Can't Win – 3:13 (testo: Charlie Smalls – musica: Quincy Jones)
9. Diana Ross e Michael Jackson – Ease on Down the Road n.1 – 3:55 (testo: Charlie Smalls – musica: Quincy Jones)
10. Nipsey Russell – What Would I Do If I Could Feel? – 2:17 (testo: Charlie Smalls – musica: Quincy Jones)
11. Nipsey Russell – Slide Some Oil to Me – 2:50 (testo: Charlie Smalls – musica: Quincy Jones)
12. Diana Ross, Michael Jackson e Nipsey Russell – Ease on Down the Road n.2 – 1:30 (testo: Charlie Smalls – musica: Quincy Jones)
13. Ted Ross – I'm a Mean Old Lion – 2:24 (testo: Charlie Smalls – musica: Quincy Jones)
14. Diana Ross, Michael Jackson, Nipsey Russell e Ted Ross – Ease on Down the Road n.3 – 1:26 (testo: Charlie Smalls – musica: Quincy Jones)
15. Poppy Girls (Instrumental) – 3:27 (Anthony Jackson)

Durata totale: 40:21

### Disco 2
1. Diana Ross, Michael Jackson, Nipsey Russell e Ted Ross – Be a Lion – 4:03 (testo: Charlie Smalls – musica: Quincy Jones)
2. End of the Yellow Brick Road (Instrumental) – 1:01 (Quincy Jones)
3. coro – Emerald City Sequence – 6:44 (testo: Charlie Smalls – musica: Quincy Jones)
4. Richard Pryor – So You Wanted to See the Wizard (dialogo parlato) – 2:46 (Quincy Jones, Nickolas Ashford, Valerie Simpson)
5. Diana Ross – Is This What Feeling Gets? (Dorothy's Theme) – 3:21 (testo: Nickolas Ashford e Valerie Simpson – musica: Quincy Jones)
6. Mabel King e coro – Don't Nobody Bring Me No Bad News – 3:04 (testo: Charlie Smalls – musica: Quincy Jones)
7. Diana Ross, Michael Jackson, Nipsey Russell, Ted Ross e coro – A Brand New Day – 7:49 (Luther Vandross)
8. Diana Ross – Believe in Yourself (Dorothy Gale) – 2:55 (testo: Charlie Smalls – musica: Quincy Jones)
9. The Good Witch Glinda (Instrumental) – 1:09 (Quincy Jones)
10. Lena Horne – Believe in Yourself (Reprise) – 2:15 (testo: Charlie Smalls – musica: Quincy Jones)
11. Diana Ross – Home – 4:02 (testo: Charlie Smalls – musica: Quincy Jones)

Durata totale: 39:09